# يزيد بن أبي مسلم الثقفي
يزيد بن أبي مسلم الثقفي، المعروف بأبي العلاء، هو شخصية بارزة في التاريخ الإسلامي، وقد كان يتولى وظائف مهمة في الفترة الأموية. وُلِد كمولى للحجاج بن يوسف، وكان من كتبه والمشيرين له.

## مسيرته المهنية
- عمله مع الحجاج: استخلفه الحجاج بن يوسف الثقفي عند وفاته على أموال الخراج، وكانت مهمته ضبط هذه الأموال وتأمينها. أقره الوليد بن عبد الملك في هذا المنصب بعد وفاة الحجاج.
- القدرة على الإدارة: يُذكر أن الوليد قال: "مثلي ومثل الحجاج وأبي العلاء كمن ضاع منه درهم فوجد دينارًا"، مما يدل على قدرته في الإدارة ونجاحه في مهمته.[2]

## التعامل مع سليمان بن عبد الملك
- التحوّل في السلطة: عندما تولى سليمان بن عبد الملك الخلافة، طلب يزيد بن دينار بسبب الغضب من أفعاله السابقة.
- الوصف الشخصي: كان قصيرًا، دميمًا، كبير البطن، مشوهًا، وعندما نظر إليه سليمان، قال: "لعن الله من ولاك"، مما يدل على انطباعه السلبي عنه.
- ردود فعل أبو العلاء: أجاب يزيد, "لا تفعل يا أمير المؤمنين؛ فإنك رأيتني والأمور مدبرة عني"، مما يعكس وعيه بموقعه السابق تحت الحجاج.[3]

## نهايته
- العواقب: مع ذلك، استمر سليمان في تقييمه لأبو العلاء، وسأله عن الحجاج، مما أُظهر تخوفه من كونه يستحق العذاب.
- انتقاله إلى إفريقية: في النهاية، عُيِّن يزيد بن أبي مسلم والياً على إفريقية، ولكن واجه مقاومة من الخوارج بسبب القسوة التي طبقها، وأُغتيل في القرن الثاني الهجري (سنة 102 هجرية) بسبب ظلم بعض سياساته.[4]